# Patty Kempner
Patty Kempner (n. 24 august 1942, Georgia, SUA) este o înotătoare americană, medaliată olimpică. A participat la o ediție a Jocurilor Olimpice (1960) în care a câștigat două medalii de aur.